# موريس ر. مونتجومري
موريس ر. مونتجومري (بالإنجليزية: M.R. Montgomery)‏ (بالسويدية: Marianne Montgomery)‏ هو كاتب أمريكي وسويدي، ولد في 1927.